# Villamediana (Palencia)
Villamediana ist ein nordspanisches Dorf und eine Gemeinde (municipio) mit 183 Einwohnern (Stand: 2024) in der Provinz Palencia in der Autonomen Gemeinschaft Kastilien-León.

## Lage und Klima
Villamediana liegt in der Region Tierra de Campos auf der kastilischen Hochebene in einer Höhe von ca. 800 m.Die Provinzhauptstadt Palencia befindet sich mit ihrem Stadtzentrum etwa 13 Kilometer (Fahrtstrecke) westsüdwestlich.
Das Klima im Winter ist durchaus kalt, im Sommer dagegen warm bis heiß; die eher spärlichen Regenfälle (ca. 518 mm/Jahr) fallen überwiegend im Winterhalbjahr.

## Bevölkerungsentwicklung
| Jahr      | 1970 | 1981 | 1991 | 2001 | 2011 | 2021 |
| Einwohner | 387  | 352  | 281  | 241  | 196  | 182  |

## Sehenswürdigkeiten

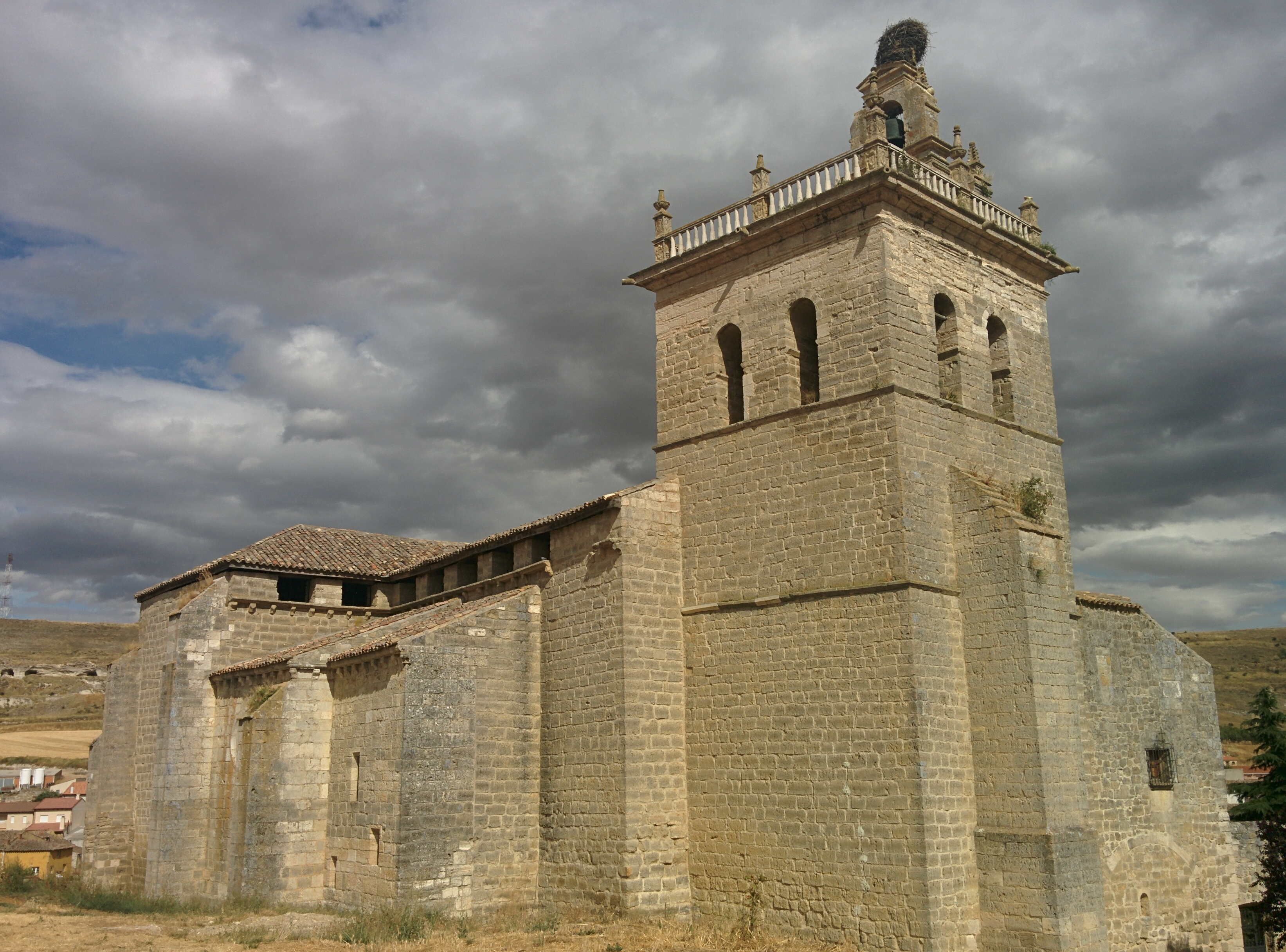
Kolumbenkirche
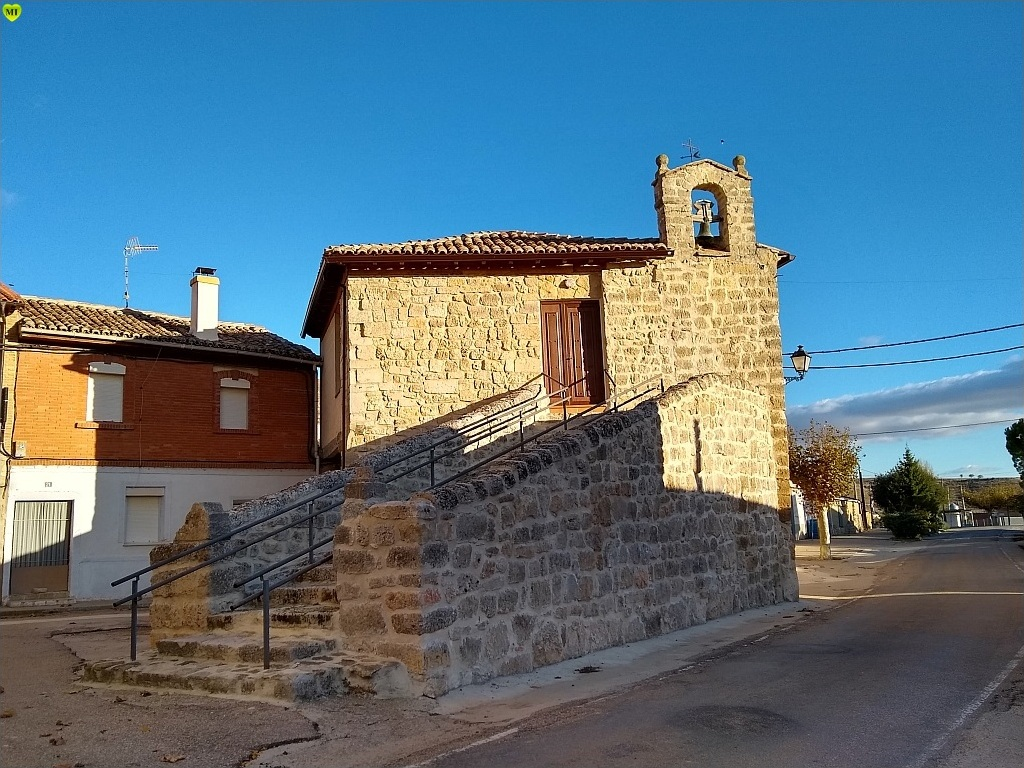
Christuskapelle
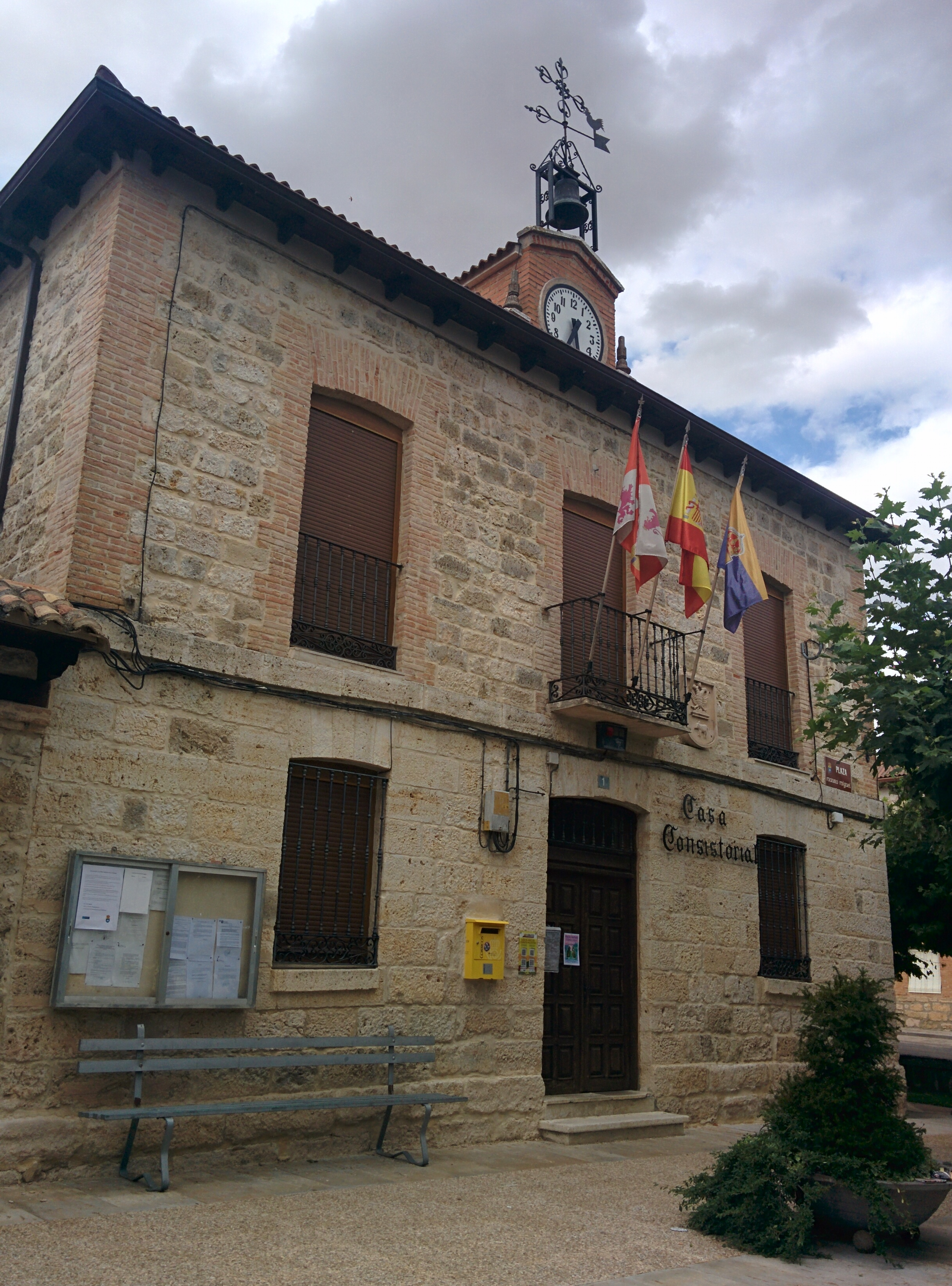
Rathaus

- Kolumbenkirche
- Christuskapelle
- Rathaus